# Karlo Ludovik Austrijski, nadvojvoda
Nadvojvoda Karlo Ludovik Josip Marija Austrijski (30. srpnja 1833. – 19. svibnja 1896.) bio je mlađi brat cara Franje Josipa, i otac nadvojvode Franje Ferdinanda čije je ubojstvo označilo početak Prvoga svjetskog rata, te djed posljednjega cara, Karla I.

## Životopis
Rodio se u palači Schönbrunn u Beču, kao sin nadvojvode Franje Karla Austrijskog (1802. – 1878.) i njegove supruge Sofije Bavarske (1805. – 1872.). Braća su mu bila car Franjo Josip i meksički car Maksimilijan I., koji je bio pogubljen 1867.
Iako ga politika nije zanimala, kao dvadesetogodišnjak pridružio se galicijskoj vladi grofa Gołuchowskog, a 1855. prihvatio je imenovanje Tirolskoga namjesnika u Innsbrucku, gdje je imao rezidenciju u dvorcu Ambras. Međutim, vršenje ovlasti ograničavala mu je austrijska vlada njegova rođaka nadvojvode Rajnera Ferdinanda i baruna Alexandera von Bacha. Naposljetku se odrekao službe 1861., i nastavio se baviti pokroviteljstvom umjetnosti i znanosti.
Kao carev najstariji brat, Karlo je Ludovik nakon smrti njegova nećaka prijestolonasljednika Rudolfa, 1889., postao vjerojatni nasljednik austrougarskoga prijestolja. Novinski članak objavljen nedugo nakon smrti njegova nećaka tvrdio je da se Nadvojvoda odrekao svoga prava na nasljedstvo u korist svoga najstarijeg sina Franje Ferdinanda, no to se pokazalo netočnim.

## Brak i obitelj
Karlo Ludovik se ženio tri puta.
Prva žena, s kojom se vjenčao 4. studenoga 1856., u Dresdenu, bila je njegova prva rodica Margareta Saska (1840. – 1858.), kći Ivana I. Saskog i princeze Amalije Auguste Bavarske. Umrla je 15. rujna 1858. U braku nisu imali djece.
Njegova druga žena, s kojom se vjenčao preko zastupnika, 16. listopada 1862. u Rimu, te osobno 21. listopada 1862. u Veneciji, bila je Princeza Marija Anuncijata od Bourbon-Obiju Sicilija (1843. – 1871.), kći Ferdinanda II., kralja Obiju Sicilija i nadvojvotkinje Marije Tereze Austrijske.
Imali su četvero djece:
- Nadvojvoda Franjo Ferdinand (1863. – 1914.). Sklopio morganatički brat s groficom Sofijom Chotek, te imao potomstvo.
- Nadvojvoda Oton Franjo (1865. – 1906.). Oženio je princezu Mariju Josipu Sasku, te imao potomostvo.
- Nadvojvoda Ferdinand Karlo (1868. – 1915.). Morganatički je oženio Berthu Czuber; nisu imali potomstva.
- Nadvojvotkinja Margareta Sofija (1870. – 1902.). Udala se za Albrehta od Württemberga i imala potomstvo.

Marija Anuncijata umrla je 4. svibnja 1871.
Treća supruga, s kojom se vjenčao 23. srpnja 1873. u Kleinheubachu, bila je infanta Marija Tereza Portugalska (1855. – 1944.), kći Mihovila Portugalskog i Adelaide od Löwenstein-Wertheim-Rosenberga.
U braku su imali dvije kćeri:
- Nadvojvotkinja Marija Anuncijata (1876. – 1961.). Bila je opatica terezijskog samostana u Hradčanima u Pragu.
- Nadvojvotkinja Elizabeta Amalija (1878. – 1960.). Udala se za lihtenštajnskog kneza Alojza, i imala potomstvo.

Karlo Ludovik umro je u Schönbrunn, od tifusa, vraćajući se s putovanja u Palestinu i Egipat, navodno nakon konzumiranja vode iz rijeke Jordan.